# Shenyang J-8
Le Shenyang J-8 (Jian-8; 歼-8 ; Désignation OTAN Finback) est un intercepteur chinois de la République populaire de Chine.

## Production
Selon les spécialistes en aéronautique Andreas Rupprecht et Tom Cooper, la production s'est étalée comme suit :
- 1980 : entre 20 et 40 J-8
- 1985-1987 : entre 20 et 40 J-8I
- 1992 : 4 J-8C prototypes
- 1993-2000 : 81 J-8D
- 1996-1997 : 54 J-8II et J-8B
- 2001-2002 : 24 J-8H
- 2003-2009 : 56 J-8F
- à partir de 2007 : entre 24 et 30 JZ-8F
- à partir de 2008 : quelques J-8G + des conversions de vieux standards au standard J-8H

Environ 300 J-8 de toutes versions sont en service en Chine en 2008. Leur nombre a sans doute légèrement augmenté dans les années qui suivent mais il n'est plus produit en 2015 et il est progressivement amené à être remplacé par les J-10 et J-11 plus modernes.

## Versions

### J-8 Finback-A
J-8
Version initiale de chasseur de jour, ressemblant à un MiG-21 agrandi, il effectue son premier vol le 5 juillet 1969. Il est équipé de deux turboréacteurs WP-7A, d'un radar SR-4, de deux canons Type 30-I de 30 mm (avec 200 coups chacun) et de deux missiles PL-2 à guidage infrarouge. La production est limitée.

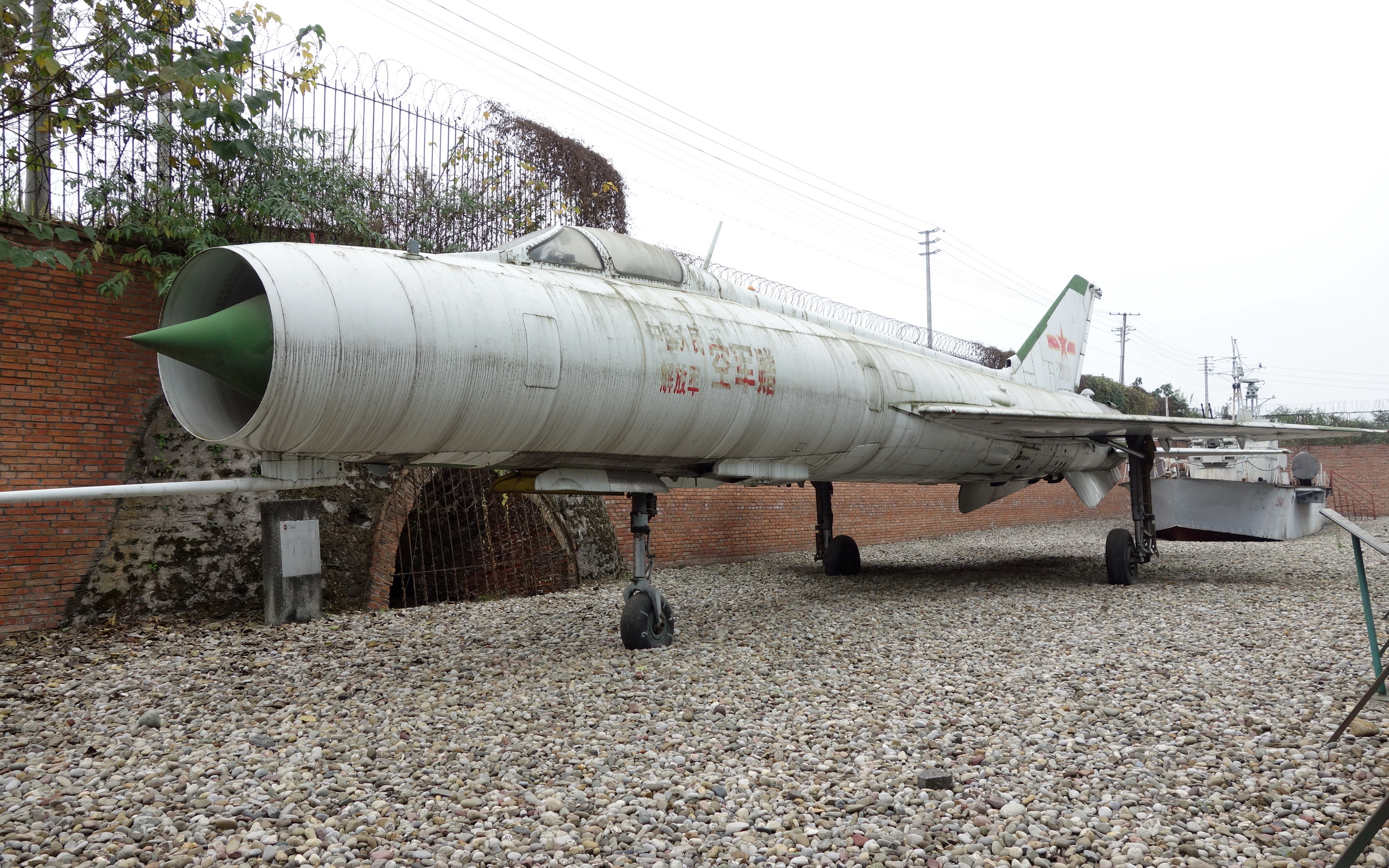
J-8I
Cette version tout-temps effectue son premier vol le 24 avril 1981. Elle est équipée d'un nouveau radar de tir SL-7A d'une portée de 40 km, de deux canons Type 23-III de 23 mm et jusqu'à quatre missiles air-air ou des roquettes ou des bombes. La production est également limitée.
J-8E
Modernisation de mi-vie du J-8I.
JZ-8 (J-8R)
Version de reconnaissance des J-8 et J-8I.
J-8ACT
Cette version de test à commandes électriques effectue son premier vol le 24 juin 1990.

### J-8II Finback-B

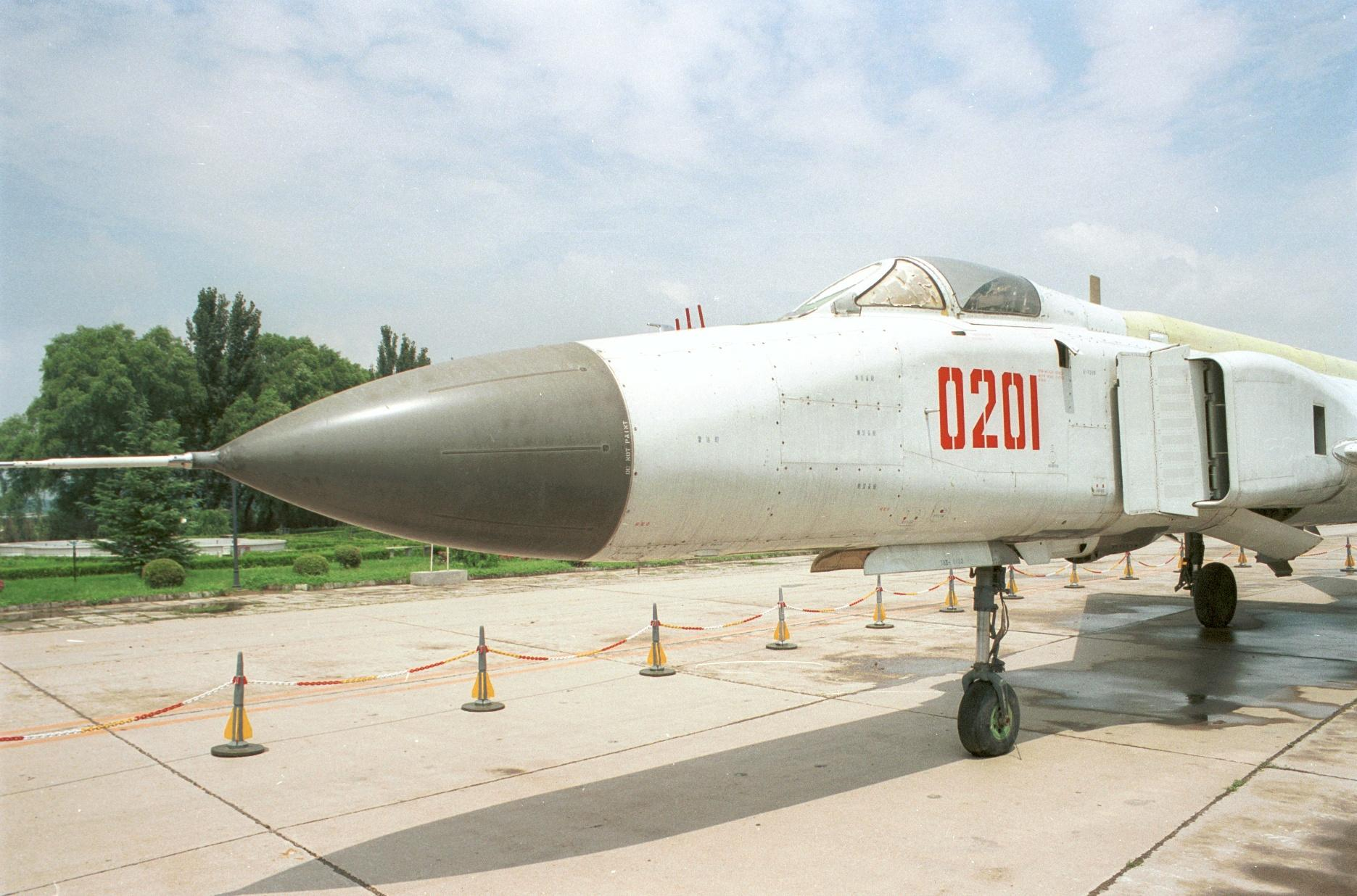
J-8B au musée d'aviation de Datang Shan.

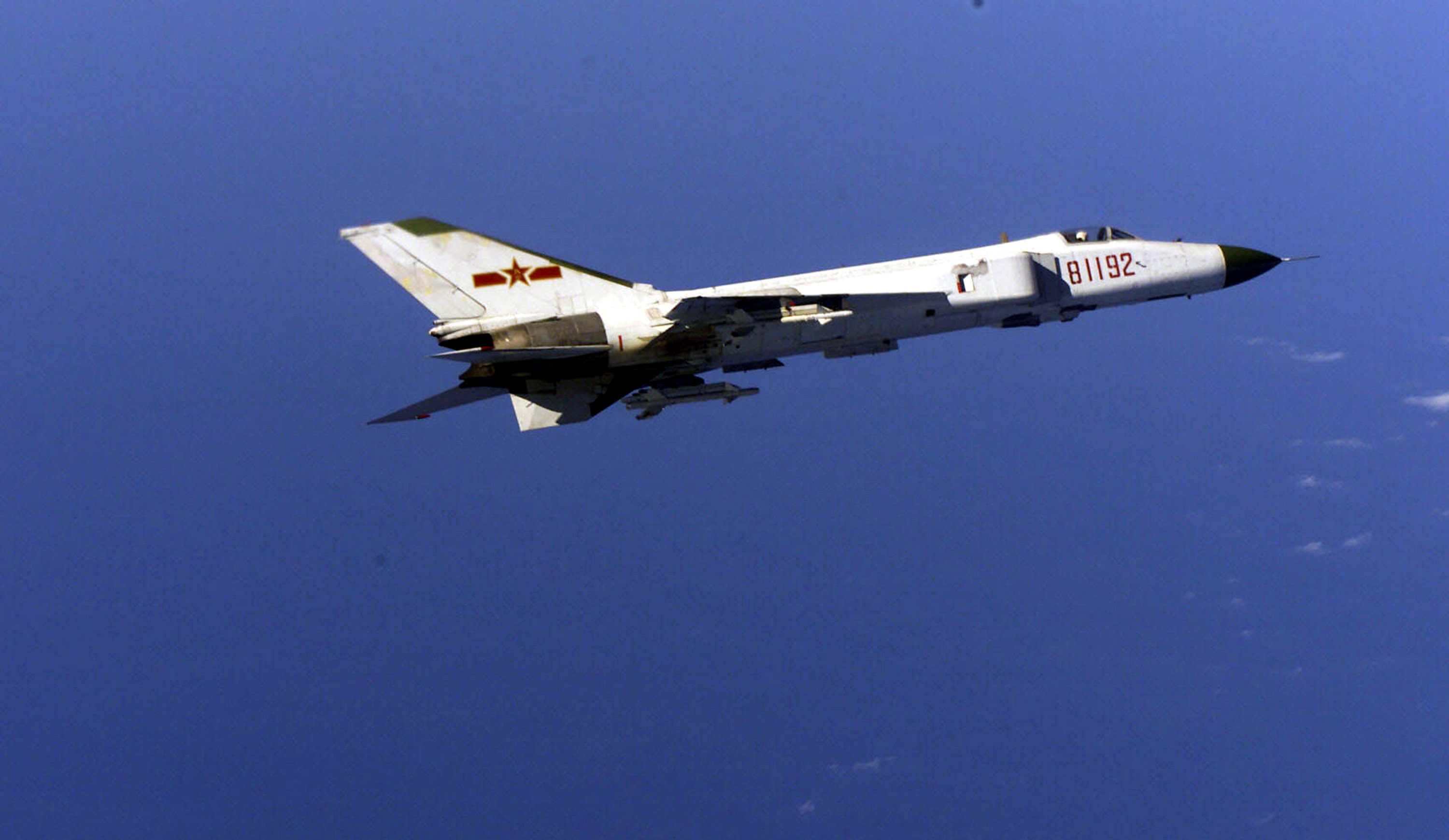
Shenyang J-8 en vol le 24 janvier 2001. Il est accidenté lors d'une collision en vol lors de l'incident de l'île d'Hainan le 1er avril 2001.

J-8II Finback-B
Le premier vol du prototype a lieu le 12 juin 1984. Des éléments du MiG-23 ont été intégrés dans cette nouvelle version, notamment un nouveau nez avec des entrées d'air latérales. Cette version est équipée du radar Type 208 (SL-4A) d'une portée de 40 km.
J-8II Batch 02 (J-8IIB)
Cette version améliorée du J-8II effectue son premier vol en novembre 1989. Elle est équipée du radar SL-8A d'une portée de 70 km et motorisée avec deux turboréacteurs WP-13AII. Son armement comporte un canon bi-tube Type 23-III (copie du canon russe GSh-23L) de 23 mm et jusqu'à 4 missiles PL-5 ou PL-8 (en) ainsi que des capacités d'emport de bombes et de roquettes.
Peace Pearl J-8 (J-8II)
50 appareils de cette version qui ne verra jamais le jour devaient être délivrés aux États-Unis dans le cadre du programme Peace Pearl pour l'installation de radar AN/APG-66 et un nouveau système de contrôle de tir, pour un montant de 500 millions de dollars.
J-8IIACT (J-8II-BW2)
Ce démonstrateur pour les commandes de vols électriques effectue son premier vol en 1988.
J-8IID (J-8D)
Version modernisée du J-8B avec notamment l'ajout d'une perche de ravitaillement en vol fixe et une avionique modernisée (système de navigation TACAN)
J-8IIM (F-8IIM)
Cette version d'export du J-8B est révélée au Salon de Zhuhai de 1996. Elle est équipée du radar russe Phazotron Zhuk-8II PD d'une portée de 70 km et armée de missiles air-air R-27R1 et anti-surface Kh-31A. Aucune commande à l'export ou en Chine n'est enregistrée.
J-8III (J-8C)
Version améliorée du J-8II avec des commandes électriques et des turboréacteurs WP-14. Il comporte également un nouveau radar qu'on dit être basé sur le Elta EL/M 2035 israélien. Le cockpit est également complètement revu avec la mise en place de grands écrans multifonctions. Le premier vol a lieu en 1993.
J-8IIH (J-8H)
Cette modernisation du J-8II effectue son premier vol en décembre 1998. Elle comporte un nouveau cockpit, des réacteurs WP-13B, un radar Type 1471 (KLJ-1) d'une portée de 75 km avec vision et capacité de tir vers le bas. Elle peut être armée de missiles R-27 (AA-10), PL-11 et YJ-91.
J-8IIF (J-8F)
Cette version du J-8H équipée de WP-13BII, d'une perche de ravitaillement en vol et d'un radar Type 1492 PD effectue son premier vol en 2000. Des tirs de missiles PL-12/SD-10 AAM sont effectués avec succès en 2004.
J-8IIM (2006)
Exposée au Salon de Zhuhai en 2006, cette dernière version se distingue essentiellement par son nouveau radar développé localement.

## Service opérationnel

### Utilisateurs
Chine
- Force aérienne chinoise
- Aéronavale chinoise

### Incident de Hainan
Un J-8D fut impliqué dans l'incident aérien au-dessus de Hainan le 1er avril 2001. Alors qu'il effectuait des manœuvres d'intimidation à l'encontre d'un EP-3E de reconnaissance de l'US Navy qui volait dans l'espace aérien international au-dessus de la zone économique exclusive chinoise reconnue par la convention des Nations unies sur le droit de la mer mais non signée par les États-Unis, le J-8D percuta l'avion de reconnaissance américain. Bien que le chasseur chinois eut été littéralement coupé en deux, son pilote, Wang Wei, put s'éjecter mais son corps ne fut jamais retrouvé. L'EP-3E effectua un atterrissage d'urgence à Hainan. Après avoir détruit tous les matériels et documents sensibles, l'équipage américain débarqua sur le sol chinois. Ils ne furent relâchés qu'après onze jours d'interrogatoires, l'appareil lui-même n'étant rendu en entier que le 3 juillet 2001.

## voir aussi

### Développement lié
- Chengdu J-7

### Aéronefs comparables
- Mikoyan-Gourevitch MiG-23
- F-4E Phantom II
- Soukhoï Su-15